# Confederación Brasileña de Deportes
La Confederación Brasileña de Deportes (en portugués: Confederação Brasileira de Desportos), también conocida por el acrónimo CBD, fue la principal Confederación deportiva de Brasil, competente en los campos de tenis, atletismo, natación, waterpolo, balonmano, fútbol y cualquier actividad deportiva que no pertenezca a una entidad por derecho propio. El fútbol desempeñó un papel destacado, ya que el estatuto declaraba que constituía "el deporte básico y esencial de la Confederação Brasileira de Desportos". La CBD nació para superar los contrastes entre la Federación Brasileña de Fútbol (FBF) y la Federación Brasileña de Deportes (FBS), los dos organismos que compitieron por la hegemonía en la organización del fútbol en el país, una expresión respectivamente del movimiento de fútbol del estado de Sao Paulo y el estado de Río de Janeiro. El establecimiento de la CBD llevó a la extinción de las dos entidades estatales el 21 de junio de 1916, y en el mismo año hubo afiliación a la Confederación Sudamericana de Fútbol. El 20 de mayo de 1923 obtuvo la afiliación a la FIFA. La Confederación también representó a la mayoría de los estados brasileños en el deporte. Hoy disuelto, en términos de fútbol, sus atribuciones y funciones han sido conferidas a la Confederação Brasileira de Futebol (CBF), fundada en 1979.

## Presidentes de la CBD[2]
| Presidente                    | Mandato                    |
| Arnaldo Guinle                | de 06/12/1916 a 08/01/1920 |
| Ariovisto de Almeida Rêgo     | de 08/01/1920 a 28/03/1921 |
| José Eduardo de Macedo Soares | de 28/03/1921 a 02/11/1921 |
| Oswaldo Gomes                 | de 02/11/1921 a 28/01/1924 |
| José Oliveira Santos          | de 28/01/1924 a 20/06/1924 |
| Wladimir Bernardes            | de 20/06/1924 a 09/08/1924 |
| Oscar Rodrigues da Costa      | de 09/08/1924 a 13/10/1927 |
| Renato Pacheco                | de 13/10/1927 a 28/07/1933 |
| Álvaro Catão                  | de 28/07/1933 a 05/09/1936 |
| Luiz Aranha                   | de 05/09/1936 a 28/01/1943 |
| Rivadávia Correa Mayer        | de 28/01/1943 a 14/01/1955 |
| Sylvio Correa Pacheco         | de 14/01/1955 a 11/01/1958 |
| João Havelange                | de 11/01/1958 a 10/01/1975 |
| Heleno de Barros Nunes        | de 10/01/1975 a 17/12/1978 |